# Diguillín
Diguillín är en provins i regionen Ñuble i Chile. Regionen Ñuble bildades 6 september 2018 av provinsen med samma namn från regionen Biobío och delades samtidigt in i tre provinser, varav Diguillín är en.
Kommuner i provinsen:

- Bulnes
- Chillán
- Chillán Viejo
- San Ignacio
- Pinto
- El Carmen
- Pemuco
- Yungay
- Quillon